# عدوى الفم
عدوى الفم أو ما يعرف بالعدوى الفموية هي مجموعة من الالتهابات التي تصيب تجويف الفم مثل عدوى الأسنان وخراج الأسنان. تنحدر أغلب العدوات الفموية من تسوس الأسنان الذي يصيب جذور الأضراس والضواحك والذي ينتشر إلى الأجزاء المجاورة. يحتاج المرضى المصابون بأمراض نقص المناعة مثل السكري والسرطان والذين يتناولون أدوية مثبطة إلى تصريف الخراجات التي تنتج عن عدوى الفم بعد قلع أسنانهم التي تسببها البكتريا الموجودة طبيعيًا في تجويف الفم. يساهم تنظيف الأسنان في منع حالات عدوى الفم وعلى هذه الأساس نجد أن معظم الحالات موجودة عند الأشخاص الذين يمارسون عادات غير صحية تضر بالأسنان واللثة مثل المدخنين أو الذين لا يحصلون على رعاية كافية لأسنانهم مثل النازحين في المخيمات دون مأوى خاص بهم. تعتبر هذه المشكلة شائعة جدًا بين السكان إذ تُقارب نسبة عدد الأشخاص الذين لا يحصلون على رعاية صحية الـ 36%.
يعاني المرضى المصابون بعدوى الفم من ألم في السن المجاور للعدوى وترافقه الحمى في بعض الأحيان وقد يتعدى الأمر ليصل إلى عدم قدرة الشخص على فتح فمه وهذا ما يشير إلى انتقال العدوى إلى عضلات المضغ والفك بصورة عامة. يتكون الخراج في بعض الأحيان في المنطقة المصابة ويرافقه ألم وتورم واحمرار وقد يعيق الخراج المجرى التنفسي ويسبب عسر البلع بسبب كبر حجمه وموقعه وبالتالي عدم القدرة على التخلص من الإفرازات الفموية. تعد هذه الحالة طارئةً وتتطلب تنبيب الأنف لحماية المجرى التنفسي.

## الأعراض والعلامات
يُعتبر الألم والتورم من العلامات الدالة على وجود عدوى في الفم، غالبًا ما ترافقهما الحمى ولكنها ليست بنفس مقدار الألم والتورم، يقع التورم عادةً عند جذر السن المُصاب أو في منطقة النسيج المُصاب. تتضمن بقية العلامات الأخرى ارتفاع معدل ضربات القلب وانخفاض في مستوى الطاقة والتعرق والقشعريرة وإذا انتشرت العدوى في عضلات المضغ فلن يتمكن الشخص من فتح فمه تمامًا.
تصبح عدوى الفم خطيرةً إذا رافقها عسر البلع أو ضعف التنفس نظرًا للتورم الذي يغلق مؤخرة الحلق وبالتالي إغلاق المجرى التنفسي، تظهر عدة أعراض وعلامات عند انسداد المجرى التنفسي مثل صعوبة التنفس وصرير الأسنان وانخفاض نسبة الأكسجين وتلون الشفتين والجلد باللون الأزرق. قد يفقد المصابون بعدوى الفم وزنًا كبيرًا لأن عسر البلع لمدة طويلة يضعف رغبتهم ويقلل من قدرتهم على تناول الطعام، وقد يكون عسر البلع مصاحبًا لسيلان اللعاب لأن الشخص المصاب غير قادر على بلع اللعاب والإفرازات الفموية الأخرى.
قد ينتقل اللعاب الذي يُفرز ولا يمكن بلعه إلى أسفل القصبة الهوائية والرئتين بدلًا من مروره عبر المريء والمعدة وهذه الحالة تؤدي إلى الالتهاب الرئوي.

### المضاعفات
تعتمد المضاعفات التي تنشأ من عدوى الفم على مدة استمرار العدوى وموقع انتشارها، وتتضمن المضاعفات الثلاثة الرئيسية -نادرة الحدوث- التهاب العظم والنقي وختار الجيب الكهفي والتهاب العنق العميق.